# Posttraumatiskt stressyndrom
Posttraumatiskt stressyndrom, PTSD (efter engelskans post-traumatic stress disorder), avser en form av ångeststörning, eller trauma- och stressrelaterat syndrom som kan uppkomma efter ett trauma, i synnerhet sådana som innefattar dödshot alternativt varit katastrofartade, samt sexualiserat våld. PTSD kännetecknas av en hög ångest- och stressnivå som vanligtvis uppkommer inom några veckor efter den traumatiska händelsen.
PTSD som diagnos inkluderades i det amerikanska klassifikationssystemet DSM-III 1980 och i WHO:s klassifikationssystem ICD-10 år 1992. Om stressorerna varit kroniska eller återkommande kallas tillståndet komplex traumatisering. I ICD-11 har diagnosen komplext PTSD införts. Den diagnosen uppfylls om man fyller kriterier för PTSD (enligt ICD-11) samt följande tilläggskriterier: affektregleringssvårigheter, ihållande negativ självbild och relationsproblem.

## Stressorer
Diagnosens namn, posttraumatiskt stressyndrom, anger vad som kännetecknar störningen. Upplevelserna kommer i efterhand (post), är traumatiska, inbegriper eller ger stress, och företer flerfaldiga symtom (syndrom).
Som trauma avses i detta fall händelser som innefattat död, hot om död, allvarlig skada eller hot om sådan, samt sexuellt våld (våldtäkt, sexuella övergrepp, hot om sådant våld). Sådana stressorer innefattar upplevelser vid krig, misshandel, våldtäkt, naturkatastrofer. Men som stressorer räknas även till exempel att vara med om missfall eller fosterdöd, bilolyckor, eller få ett cancerbesked.
Personen med PTSD kan antingen själv och direkt ha varit utsatt för händelsen, bevittnat händelsen, erfarit den indirekt (få veta att en nära anhörig eller nära vän har erfarit en traumatisk händelse), eller, vanligen yrkesmässigt, återupprepade gånger utsatts för detaljer av liknande händelser.

## Symtom
PTSD yttrar sig som regel genom överdriven vaksamhet (hyperarousal) och genom undvikande beteende. Det sistnämnda kan ta sig uttryck i ovilja (eller oförmåga) att tala om traumat, att undvika sådant som påminner om det, eller att hålla sig fullt sysselsatt med annat (på arbetet, i skolan, etc). Återupplevelse av händelsen är ett vanligt symtom: drömmar om natten, och flashbacks eller fantasier i vaket tillstånd (fix idé), varför det som regel är svårt att släppa det inträffade. Därav följer att drabbade ofta blir likgiltiga inför sin omedelbara omgivning, blir känslokalla, får koncentrationssvårigheter, drabbas av anhedoni och isolerar sig. Vid mötet med andra kan de på grund av den höjda vaksamheten och stressen, utan mycket stimuli bli aggressiva, panikslagna och ångestfyllda. Många lider av sömnproblem, depressioner, andra stressrelaterade störningar, eller missbruk vid sidan av PTSD. Personer med PTSD har, liksom stressade personer, lägre heart rate variability.
Människor kan reagera mycket olikartat på trauman; olika personer som är med om samma händelse drabbas inte av samma störning till dess följd. De som drabbas av PTSD får ofta en akut stressreaktion eller personlighetsförändring innan PTSD bryter ut, och personerna är ofta redan något neurotiska. PTSD bryter ut inom sex månader efter traumat. För andra kan trauman leda till exempelvis personlighetsstörningar, som regel varaktig personlighetsförändring till följd av katastrofartad upplevelse (ICD-10 F62.0).
DSM-5 har infört en undergrupp av PTSD, där dissociativa symtom är framträdande vid möte med stimuli som anknyter till eller påminner om traumat. Personen med PTSD kan då drabbas av depersonalisation eller derealisation, vid sidan av de övriga symtomen.

## Förekomst
Även om många under sin livstid är med om svåra händelser återhämtar sig de flesta spontant genom att på egen hand bearbeta det som har hänt. Men en del individer utsatta för svåra händelser drabbas av psykiska besvär, där det vanligaste tillståndet är PTSD.
Livstidsförekomsten i Sverige var 5,6 procent (7,4 procent för kvinnor, 3,6 procent för män). i en svensk studie. I Sverige ställs diagnosen PTSD på cirka 10 procent "av alla som har utsatts för en för potentiellt traumatisk händelse". Förekomsten skiljer sig mellan olika länder, troligen beroende på samhällsfaktorer som våld och krig: I USA är förekomsten 7,8 procent (10,4 procent för kvinnor och 5,0 procent för män), medan förekomsten i Etiopien är 16 procent och i Kambodja 28 procent. Det finns ofta en högre förekomst av PTSD hos kvinnor än hos män. Skillnaden kvarstår även om man tar i beaktande att kvinnor och män drabbas olika ofta av olika typer av händelser.
De händelser som ger störst risk för PTSD är våldtäkter och sexuella övergrepp, eller andra typer av händelser där det finns ett tydligt uppsåt. Våldtäkt anses vara en av de vanligaste orsakerna till PTSD i fredstid, och risken att få PTSD efter våldtäkt anges till 70 procent. I en amerikansk studie bland svenska prostituerade påvisades att 81 procent av de som ingick i studien drabbats av PTSD. Efter människoförvållade katastrofer som krig, flyg- och färjekatastrofer samt terroristattacker riskerar mellan 30 och 60 procent att drabbas av PTSD de närmast följande åren. Naturkatastrofer tenderar ge lägre risk för PTSD: Risken för PTSD efter jordbävningar och andra naturkatastrofer varierar mellan 20 och 50 procent. Även livshotande sjukdomar som cancer eller hjärtinfarkt hos sig själv eller närstående kan framkalla PTSD om än i mindre omfattning. Risken att drabbas anses vara mellan 5 och 20 procent.
Det stora spannet i risk beror på att det finns metodologiska svårigheter vid denna typ av undersökning, främst relaterade till urval och tid. Det är svårt att fånga upp de drabbade efter stora olyckor och katastrofer, till exempel kan drabbade vara av olika nationaliteter (till exempel flodvågskatastrofen 2004). Tidsaspekten gör att mätningar vid tre och sex månader kan ge vitt skilda resultat även om mätningarna i allt övrigt är identiska, varför jämförelser av förekomsten vid olika studier inte helt enkelt låter sig göras. Betydligt fler uppvisar PTSD-symtom tiden direkt efter en traumahändelse än vad som kvarstår efter en månad. Många tillfrisknar spontant efter ungefär tre månader. I mera sällsynta fall kan symtomen framträda först efter flera månader.
Samsjukligheten mellan PTSD och andra psykiatriska diagnoser är stor. Patienter utvecklar ofta, särskilt vid kronisk PTSD, depression och missbruk. Självmordsbenägenheten är förhöjd och också risken för aggression mot närstående.

## Teoretisk förklaring
Det finns ett dos-respons-samband för utvecklandet av PTSD: ju värre händelse, desto värre symtombild hos den drabbade. Detta är dock endast en del av förklaringen till utvecklandet av PTSD, där andra faktorer som tidigare erfarenheter och omhändertagande spelar en stor roll. Även brist på metakognitiv förmåga har visats spela roll. Det är dock viktigt att påpeka att ingen av de teoretiska förklaringarna har stöd över någon annan.

### Inlärningsteoretisk förklaringmodell
En enkel förklaringsmodell av PTSD är klassisk betingning. Vid händelsen blir ett stort antal stimuli (exempelvis lukter, miljöer, uniformsklädda män, skarpa ljud) associerade till de starka negativa känslorna som upplevs under händelsen. När den drabbade senare möter någonting som påminner om händelsen så aktiveras dessa negativa känslor. Eftersom det snarare är regel än undantag att PTSD-drabbade undviker sådant som påminner om händelsen, så försvåras möjligheten att genom nya erfarenheter betinga om de inlärda associationerna.
Det har påpekats att en inlärningsteoretisk modell inte kan förklara varför drabbade får påträngande minnesbilder, "flashbacks". Istället kan man tänka sig ett starkt och generaliserat ”fear-network” som skapats vid händelsen, som är lättaktiverat och som, när det aktiverats av något associerat stimuli, aktualiserar traumaminnet, vilket blir medvetet ("från klar himmel"). Patienten söker undvika sådan aktivering. En stor del av problematiken för PTSD-patienter är känslor av skuld och en förändrad syn på sig själv, framtiden och omvärlden.
Ett försök till syntes av förklaringar är dual representation-theory. Man tänker sig att minnen kodas in antingen som Verbally Accessible Memories (VAM:s), som är medvetna, eller som Situationally Accessed Memories (SAM:s), som är omedvetna men mer utförliga och detaljerade. När ett SAM-minne blir aktiverat upplevs detta som en flashback. Det finns två emotionella reaktioner på trauma: SAM-responser ger primära affekter medan VAM-aktivering ger mer komplexa känslor som kräver en tolkning av situationen. Teorin förutsäger att behandlingen kommer att fungera genom två vägar: en genom att man exponeras för SAM-minnen i en trygg miljö; VAM-minnen å andra sidan kräver kognitiv omstrukturering, förståelse för det inträffade och acceptans etc.

### Metakognitiv förklaringsmodell
I den metakognitiva förklaringsmodellen ses det som centralt hur vi förhåller oss till våra tankar och inre bilder. Psykisk ohälsa ses inom metakognitiv terapi som en konsekvens av förlängt fokus på påträngande tankar. Detta förlängda fokus kan ske av tre anledningar:
I den metakognitiva modellen förklaras symtom som en konsekvens av psykologiska processer som kallas kognitivt uppmärksamhetssyndrom (eng. cognitive attention syndrome; CAS). Kognitivt uppmärksamhetssyndrom innefattar tre huvudsakliga processer varav alla tre innebär utdraget tänkande som reaktion på negativa tankar. De tre processerna är:
- Ruminerande/Oro
- Hotmonitorering
- Maladaptiva coping-strategier

Alla dessa styrs av patientens metakognitiva uppfattningar, inklusive tron att dessa processer skulle vara hjälpsamma i att hantera patientens upplevda problem, när de i själva verket drar ut på symtomen. 

#### CAS och PTSD
För de med PTSD kan CAS ta sig i uttryck genom att försöka förutsäga fara för att kunna hantera den (oro) och försöka svara på frågor som "Varför hände det här?", "Vad betyder det här?" och "Om jag bara hade..." (ruminering). 
Det är även vanligt att de med PTSD försöker fylla i luckor i minnet för att kunna få svar, förstå bättre eller för att kunna undvika att det ska hända igen, genom att exempelvis försöka minnas hur en gärningsman såg ut för att känna igen denne senare.
Hotmonitorering kan ske på många olika sätt beroende på patient och trauma. Något gemensamt är dock tendensen att hålla utkik efter potentiella faror. Exempelvis kan någon som har blivit offer för ett inbrott lyssna extra vaksamt efter ljud innan den ska sova. Detta kan störa sömnen avsevärt. 
Efter ett trauma är det lätt att undvika vissa situationer som påminner om traumat. Det kan handla om allt från att inte titta på vissa tv-serier till att dämpa påträngande tankar med alkohol eller droger. Det är lätt att se varför dessa coping-strategier inte är bra i längden. 
CAS styrs av våra metakognitiva antaganden. Dessa kan delas in i positiva och negativa antaganden. 
Positiva metakognitiva antaganden handlar om hur våra tankar kan vara användbara för oss. När det kommer till CAS kan dessa handla om att det är bra att ruminera eller att det är bra att ha koll på möjliga hot (hotmonitorering). Exempel på detta kan vara: 
- "Oro gör mig förberedd"
- "Jag behöver fundera igenom detta så att jag kan vara reda nästa gång"

Negativa metakognitiva antaganden går att dela in i två grupper: De om att tankar inte går att kontrollera samt de om tankars betydelse, fara och vikt. Dessa förhållningssätt till tankar och mentala bilder leder till fortsatt eller ökat CAS, då en uppfattning att kognitioner inte går att kontrollera kommer leda till uteblivna försök till kontroll och om vi upplever tankar som farliga och som sanningsbärande ökar vår hotmonitorering (fokus på tankarna).

### Forskningsstöd
En studie hittade en negativ korrelation mellan metakognitiv förmåga och symtom ("distress" och "hyperarousal") även när depression kontrollerades för. Samma studie fann även att förmågan att känna igen känslor inte var kopplat till symtomgrad.

## Förebyggande insatser

### Barn
Enligt en engelsk systematisk forskningsöversikt från 2018, granskad och kommenterad av svenska SBU, är det troligt att kognitiva beteendeterapier som bedrivs i grupp och som är inriktade på trauma minskar risken att barn och unga utvecklar PTSD under pågående exponering för ett och samma trauma (till exempel krig).

## Behandling

### Barn
En engelsk systematisk forskningsöversikt, som har granskats och kommenterats av svenska SBU, visar att den typ av individuella kognitiva beteendeterapier (KBT) som är inriktade på trauma troligen minskar symtom på PTSD hos barn och unga både på kort och lång sikt. Exempel på sådana terapier är traumafokuserad KBT, kognitiv terapi med inriktning på trauma, narrativ exponeringsterapi för traumatiserade barn och ungdomar (KidNET) och förlängd exponeringsterapi (prolonged exposure therapy, PE). Dessa terapier, som också förekommer i Sverige, har troligen även effekt när det gäller att minska inåtriktade och utagerande beteenden på kort sikt. Behandlingen verkar även vara kostnadseffektiv.

### Vuxna, allmänt
Behandling mot PTSD kom mest på 1990-talet. 
PTSD självläker hos de allra flesta utan professionell hjälp, men tillståndet kan också bli mer eller mindre kroniskt. Det finns ett vetenskapligt stöd för traumafokuserad kognitiv beteendeterapi (KBT) som sen behandling av PTSD eller betydelsefulla symtom på PTSD mer än tre månader efter en traumatisk händelse. Det finns även stöd för behandling med eye movement desensitisation and reprocessing (EMDR) och traumafokuserad internetbaserad KBT, samt för KBT-interventioner vid behandling av specifika symtom, som sömnbesvär.
Medicinering med SSRI-preparat minskar symtom och gör att fler personer tillfrisknar. Däremot är vetenskapligt osäkert om PTSD kan förebyggas med SSRI.

### Behandlingstyper
Traumafokuserad KBT har använts framgångsrikt sedan 80-talet för att behandla PTSD. 75 % av symtomen brukar försvinna efter behandling. Behandlingen består kortfattat av två delar: exponering och kognitiv omstrukturering. Exponering syftar till att utsläcka den starkt negativa reaktionen som följer på minnet. Detta gör man genom att under trygga omständigheter låta patienten vara i miljöer eller göra aktiviteter som påminner om traumat tills rädslan eller andra obehagliga reaktioner börjar gå ner, så kallad in-vivo-exponering. Tillsammans med terapeuten får patienten också upprepade gånger utförligt beskriva händelsen för att bearbeta minnet av den, och minska rädsla eller andra obehagliga reaktioner kopplat till händelsen. Efter upprepad exponering avklingar den starkt negativa reaktionen.
Kognitiv omstrukturering syftar till att korrigera den drabbades uppfattningar om sig själv, händelsen eller omvärlden som påverkats direkt av själva händelsen eller av upplevelser efteråt. Ibland upplever den drabbade att hon eller han var skyldig till det som hände, agerade felaktigt eller förtjänade att drabbas. I behandlingen får den drabbade möjlighet att omtolka till exempel händelsens betydelse för uppfattningen om världen som förutsägbar eller vilket ansvar denne tror sig ha haft i det som skett.
I behandlingen lär man också patienten rena coping-förmågor som att andas lugnare och bli bättre på att kontrollera sina rädsloreaktioner.
EMDR (eye movement desensitization & reprocessing) är metod för behandling av PTSD. Patienten återberättar sitt minne av traumat samtidigt som hon eller han fokuserar på psykologens finger som pendlar snabbt framför ansikte. Den teoretiska bakgrunden till EMDR är att detta ska underlätta bearbetning av traumatiska minnen. EMDR har visat sig vara effektiv behandling för PTSD, men eftersom det inte är klarlagt vilka mekanismer i behandlingsprotokollet som är effektiva uppfattas EMDR bland en del forskare och kliniker vara en kontroversiell behandling.
BEP (brief eclectic psychotherapy) är en problemfokuserad korttidsterapi baserad på teorier från flera psykoterapeutiska skolbildningar (exempelvis psykodynamisk terapi, kognitiv beteendeterapi och existentiell terapi). Syftet är att hjälpa patienten integrera den traumatiska upplevelsen i sin livshistoria och återta kontrollen över livet. Behandlingen bedrivs under cirka 16 sessioner, med inslag av psykoedukation för att förstå besvären och deras koppling till traumat, exponering för de traumatiska minnena, skriva-av-sig, samt avslutning.
NET (narrative exposure therapy) är en psykologisk behandling som är anpassad för personer som har upplevt krig och tortyr. Enligt en systematisk översikt av forskningsresultat som har granskats och kommenterats av SBU, är det möjligt att NET lindrar posttraumatisk stress hos personer med sådana upplevelser. Efter i snitt fem månaders uppföljning i randomiserade studier ses en möjlig effekt. Vid NET skapar klienten en detaljerad och kronologisk berättelse om sitt eget liv, och berättelsen dokumenteras skriftligt av terapeuten. Vid inledningen av varje terapisession läser terapeuten upp berättelsen som sedan diskuteras och revideras av klienten. Syftet är att omorganisera fragmentariska traumatiska minnen till en sammanhängande berättelse. Klienten konfronterar svåra livshändelser tillsammans med terapeuten och utforskar vilka emotionella, fysiologiska, kognitiva och beteendemässiga reaktioner som händelserna har skapat. Vid det sista terapitillfället överlämnas den skrivna berättelsen till klienten. I de studier som har sammanställts i en systematisk översikt pågick insatserna från tre till tolv tillfällen med minst 90 minuter per tillfälle.
Metakognitiv terapi går ut på att hjälpa patienten slippa de påträngande tankarna. Detta görs genom att först kartlägga patientens påträngande tankar och sedan patientens metakognitiva antaganden kring tankarna. Detta görs för att patienten ska kunna minska sitt CAS. Metakognitiv terapi kan vara effektivare än exponering, och har visat god effekt.
Kamratstöd är vanligt inom yrkesgrupper som oftare än andra drabbas av allvarliga händelser (polis, räddningspersonal, militär).
Läkemedel – en systematisk forskningssammanställning som har kommenterats av svenska SBU visar att det är möjligt att SSRI-läkemedlen sertralin, flouxetin och paroxetin minskar symtom på PTSD och ökar antalet personer som blir symtomfria efter 8–13 veckors behandling. Det går inte att bedöma om man kan förebygga PTSD med läkemedel, eftersom de flesta studier av förebyggande effekt är små med låg kvalitet.
Variationen i utnyttjandet av terapeutiska och farmakologiska metoder bör undersökas ytterligare. Mycket talar för att den farmakologiska behandlingsmetoden kommer att få en framträdande roll i framtiden då neurogenesen, tillväxten av nya nervceller, som är en förutsättning för läkningsprocessen efter PTSD-tillståndet tydligare syns efter en farmakologisk behandling än med enbart terapeutisk behandling. Variationen av respektive behandlingsmetod är också beroende av hur behovet ser ut. Studier har exempelvis visat att val av behandlingsmetod också varierar beroende på vilka kortikala strukturer som är sårbara för eller skadade av stress.

## Debatt
Den brittiske psykiatern Derek Summerfield har utifrån en socialkonstruktivistisk synvinkel kritiserat att det beskrivna tillståndet diagnosticeras som en psykisk störning. Grunden för kritiken är att diagnosen ställer upp en norm för hur en människa bör bete sig efter trauman och fortfarande betraktas som normal, och att vissa enligt Summerfield normala reaktioner på abnorma händelser därmed medikaliseras. Traumatiska minnen efter ett trauma är, menar Summerfield, normala. Även i fall när traumatiserade människor psykologiskt sett är dysfunktionella, borde psykiatrin överväga huruvida det är korrekt att klassificera lidandet som en sjukdom, vilket sker genom diagnosticering. Summerfield menar vidare att diagnosen används politiskt för att tillskriva vissa våldsmän offerstatus, vilket leder till att deras missgärningar avskrivs som sjukdomsutbrott.
Posttraumatisk stress och depression efter våld och krig är vanligare hos personer som har svårt att i efterhand förlåta det inträffade. Summerfield har hävdat att detta har inneburit att offrens naturliga reaktioner, till exempel hämndbegär och hat, medikaliseras medan brottslingar förväntas bli förlåtna, en förlåtelse som kan framtvingas i traumaterapi som Summerfield menar har politiska orsaker snarare än att det utgår från offerperspektiv och offrets behov.
I februari 2014 väckte USA:s tidigare president George W. Bush uppmärksamhet genom ett utspel i media om PTSD. I sitt utspel lyfte George W. Bush kritik mot PTSD som begrepp. Han ansåg att definitionen av begreppet var förlegat och att "D"-et (disorder) i diagnosen hade en stigmatiserande verkan. Målgruppen för hans kampanj, veteraner från Afghanistan- och Irakkriget menade han behöver allt stöd för att bli återintegrerade in i samhället. Det finns studier som visar på en geografisk korrelation mellan "generell icke-acceptans" från samhällets sida och ökad depressivitet hos krigsveteraner. I samhällen där stödjande insatser varit fler och den sociala acceptansen för PTSD större har veteraner gjort en snabbare återhämtning än i samhällen där få insatser genomförts. Detta är en indikation på att diagnosen måste bli mer socialt accepterad för att kunna hjälpa dem som har drabbats av PTSD.